# Aérodrome de Rethel - Perthes
L’aérodrome de Rethel - Perthes (code OACI : LFAP) est un aérodrome civil, agréé à usage restreint, situé sur la commune de Sault-lès-Rethel à 2,5 km au sud de Rethel dans les Ardennes (région Champagne-Ardenne, France).
Il est utilisé pour la pratique d’activités de loisirs et de tourisme (aviation légère).

## Installations
L’aérodrome dispose d’une piste en herbe orientée est-ouest (06/24), longue de 760 m et large de 60. 
L’aérodrome n’est pas contrôlé. Les communications s’effectuent en auto-information sur la fréquence de 123,500 MHz.
S’y ajoutent :
- une aire de stationnement ;
- un hangar[2].

## Activités
- Aéroclub du Rethelois et du Vouzinois